# País del Loira
El País del Loira o els Països del Loira (Pays de la Loire en francès, Paeiz de la Leirr en gal·ló) és una regió de França.

## Geografia
El País del Loira limita amb les regions de Bretanya a l'oest, Normandia al nord, Centre - Vall del Loira a l'est i Nova Aquitània al sud.
La regió del País del Loira està formada per 5 departaments:
- Loira Atlàntic
- Maine i Loira
- Mayenne
- Sarthe
- Vendée

## Història
Des d'un punt de vista històric, el País del Loira comprèn territoris que pertanyien a les antigues províncies d'Anjou, Bretanya, Maine, Perche i Poitou.
Aquesta regió va ser creada l'any 1960, al mateix temps que les altres regions. Ara bé, a diferència de algunes regions, el País del Loira no corresponia a cap entitat administrativa preexistent. Així, els cinc departaments van ser agrupats seguint criteris econòmics, administratius i polítics.
La pertinença del departament de Loira Atlàntic a aquesta regió ha estat objecte de forta controvèrsia, ja que aquest departament forma part de l'anomenada Bretanya històrica.

## Política
Regió de forta tradició conservadora, les eleccions regionals de 2004 van ser les primeres en què la coalició d'esquerra va aconseguir la victòria. Aquesta coalició estava formada per cinc partits d'esquerra: el Partit Socialista, el Partit Comunista Francès, Els Verds, el Partit Radical d'Esquerra i l'Associació de l'Esquerra Republicana. Aquests cinc partits ja es van presentar junts a la primera volta de les eleccions aconseguint el 37,20% dels vots emesos. A la segona volta, aquesta llista va obtenir el 52,35% dels vots i 60 dels 93 escons del Consell Regional.
La dreta, que controlava fins aleshores el Consell Regional, es va presentar desunida a la primera volta de les eleccions. La llista de la UMP i el Moviment per França va obtenir el 32,33% dels vots emesos. La llista de la Unió per a la Democràcia Francesa va ser la tercera llista més votada amb el 12,14% dels vots. Totes dues llistes es van unir de cara a la segona volta aconseguint-hi el 47,65% dels vots emesos i 33 escons.
El Front Nacional no va aconseguir cap escó al Consell Regional del País del Loira, ja que no va poder passar a la segona volta de les eleccions. La llista del Front Nacional va obtenir el 9,71% dels vots emesos en la primera volta, quan el mínim legal per a poder passar a la segona volta és del 10%. Això fa del País del Loira una de les poques regions de la França europea on la ultradreta no és present al Consell Regional.
Christelle Morançais és la presidenta del consell regional des de 2017.